# フィレンツェ国立中央図書館
フィレンツェ国立中央図書館（フィレンツェこくりつちゅうおうとしょかん、イタリア語名:Biblioteca Nazionale Centrale di Firenze、略号：BNCF）は、イタリアのフィレンツェにある国立図書館。ヨーロッパで最も重要な図書館のひとつであり、イタリア最大でもある。2007年時点では、所蔵資料数はおおよそで、出版物600万点、定期刊行物12万タイトル（うち現在も刊行中のものは1万5千タイトル）、写本2万5千点、インキュナブラ4千点、自筆原稿1千万点超。

## 沿革
1714年、アントーニオ・マリアベーキの全蔵書が遺言により「フィレンツェ市の善き万人に」寄贈された。これらは約3万点に及ぶものだった。
1737年、図書館の設立と拡大を目的として、フィレンツェで著作が出版されるごとに1部納本される制度が定められた。1743年には、この制度はトスカーナ大公国全土の出版物すべてにまで適用されることとなった。
1747年、これらの蔵書が「マリアベキャーナ図書館」の名の下に初めて公開された。それ以来度重なる遺贈・寄贈の受け入れによって蔵書数が増加し、そのうえ1770年代からは、廃止された信徒会や修道会の蔵書が次第に加わっていった。この流れは、1808年、ナポレオン・ボナパルトによる改革で頂点に達する。
1861年、マリアベキャーナ図書館は、パラティーナ図書館と統合される。「宮廷図書館」（biblioteca di palazzo）を意味する後者は、メディチ家の断絶のあと1737年にトスカーナ大公号と政権を継承したハプスブルク＝ロートリンゲン家によってつくられた。その蔵書はフェルディナンド3世とレオポルド2世の下で収集された。こうして二つの図書館が統合されて「国立図書館」に改称され、さらに1885年には「国立中央図書館」となった。
1870年以降、法にもとづいて、イタリア国内で公刊されたすべての印刷物を収容している。

1966年、フィレンツェが大洪水に見舞われると、アルノ川の周辺部では6mの高さまで水没したため、この図書館も危険にさらされ、とくに蔵書のなかでも最も貴重な資料を収納している地下書庫には甚大な被害が及んだ。しかし、世界各地からやってきたボランティア集団の支援もあって、被害の拡大は部分的に食い止められた。このボランティア集団は、11月の寒気のもと、可能な限り図書を回収し、修復のために一時的に安全な場所へ運び、疲れをものともせずに働いた。そのため彼らは、地元では感謝を込めて「泥まみれの天使たち」（Angeli del Fango）と呼ばれるようになった。